# 韩阳镇
韩阳镇，是中华人民共和国山西省运城市永济市下辖的一个镇。

## 行政区划
韩阳镇下辖以下地区：
祁家巷村、下寺村、南郑村、北郑村、贺家村、牛家村、祁家村、陈村、坛家庄村、韩阳村、李巷村、盘底村、辛店村、三新村、双店村、长旺村、独头村、上源头村、夏阳村和孙家庄村。